# Brian Gaskill
Brian Gaskill, właściwie Brian Richard Gaskill (ur. 22 stycznia 1970 w Honolulu) – amerykański aktor telewizyjny, filmowy i teatralny.

## Życiorys
Dorastał w stanie New Jersey. Po ukończeniu prestiżowego Konserwatorium Aktorskiego przy State University of New York (SUNY) w Albany, w stanie Nowy Jork, zadebiutował w przedstawieniu Lew w zimie na scenie The Cleveland Playhouse. Zachęcony przez Elizabeth Franz, laureatkę nagrody Tony, przeniósł się do Los Angeles i wystąpił przed kamerami w serialu HBO Życiowe opowieści: Rodzina w kryzysie (Lifestories: Families in Crisis, 1994) i operze mydlanej Aarona Spellinga Agencja modelek (Models Inc., 1994).
Rozgłos zdobył dzięki przełomowej roli Roberta „Bobby’ego” Thorne’a Warnera w operze mydlanej ABC Wszystkie moje dzieci (All My Children, 1995–1997), za którą odebrał nagrodę magazynu „Daytime TV” jako najlepszy młody aktor i otrzymał nominację do nagrody Soap Opera Digest. Został współzałożycielem i reżyserem teatralnej trupy The Rroschach Group na Manhattanie, która wystawiła m.in. spektakle XXX sztuka miłości (XXX Love Act), Jestem twój (I am Yours) i Król Gordogan (King Gordogan).
Następnie udało się jemu wystąpić na szklanym ekranie w sitcomie ABC Słodkie zmartwienia (Clueless, 1997), serialu sci-fi NBC Kameleon (The Pretender, 1998) i operze mydlanej MTV Rozbieranie (Undressed, 2000). Po raz pierwszy trafił na kinowy ekran w filmie Liga złamanych serc (The Broken Hearts Club: A Romantic Comedy, 2000) u boku Zacha Braffa, Deana Caina i Justina Therouxa. W operze mydlanej CBS Moda na sukces (The Bold and the Beautiful, 2003–2004) pojawił się jako Oscar ‘Ozzy’ Marone, syn kuzyna Massimo Marone (Joseph Mascolo). Dołączył także do obsady trzech popularnych oper mydlanych: ABC Szpital miejski (General Hospital, 2001–2003), CBS As the World Turns (2005) i CBS Guiding Light (2007–2008).
W dniu 20 grudnia 2003 roku ożenił się z aktorką Tony’ą Watts. Mają córkę Alabamę Zoe (ur. 26 września 2005).

## Filmografia

### Filmy kinowe/wideo
- 2002: The Back Lot Murders jako Dez
- 2000: Liga złamanych serc (The Broken Hearts Club: A Romantic Comedy) jako Brian

### Seriale TV
- 2007–2008: Guiding Light jako Dylan Lewis
- 2005: As the World Turns jako B.J. Green
- 2003–2004: Moda na sukces (The Bold and the Beautiful) jako Oscar ‘Ozzy’ Marone
- 2002: The Nightmare Room
- 2001–2003: Port Charles jako Rafe Kovich
- 2001–2003: Szpital miejski (General Hospital) jako Rafe Kovich
- 2000: Rozbieranie (Undressed) jako George
- 1999: Mściciel (Vengeance Unlimited) jako Derek Wolf
- 1998: Mike Hammer, prywatny detektyw (Mike Hammer, Private Eye) jako Logan
- 1998: Kameleon (The Pretender) jako Jimmy Roemer
- 1998: Diagnoza morderstwo (Diagnosis Murder) jako Alan Wallace
- 1997: Słodkie zmartwienia (Clueless) jako Trent Cole
- 1995–1997: Wszystkie moje dzieci (All My Children) jako Robert Thorne „Bobby” Warner
- 1994: Agencja modelek (Models Inc.) jako David Michaels
- 1994: Życiowe opowieści: Rodzina w kryzysie (Lifestories: Families in Crisis) jako Will